# Xiadu, Shanghang
Xiadu (kinesiska: 下都) är en köping i sydöstra Kina. Den ligger i Shanghang härad i staden Longyan i provinsen Fujian, omkring 320 kilometer sydväst om provinshuvudstaden Fuzhou. Antalet invånare är 7 344. Befolkningen består av 3 746 kvinnor och 3 598 män. Barn under 15 år utgör 15,0 %, vuxna 15-64 år 70 %, och äldre över 65 år 14,0 %.